# برنامج تلبيوت

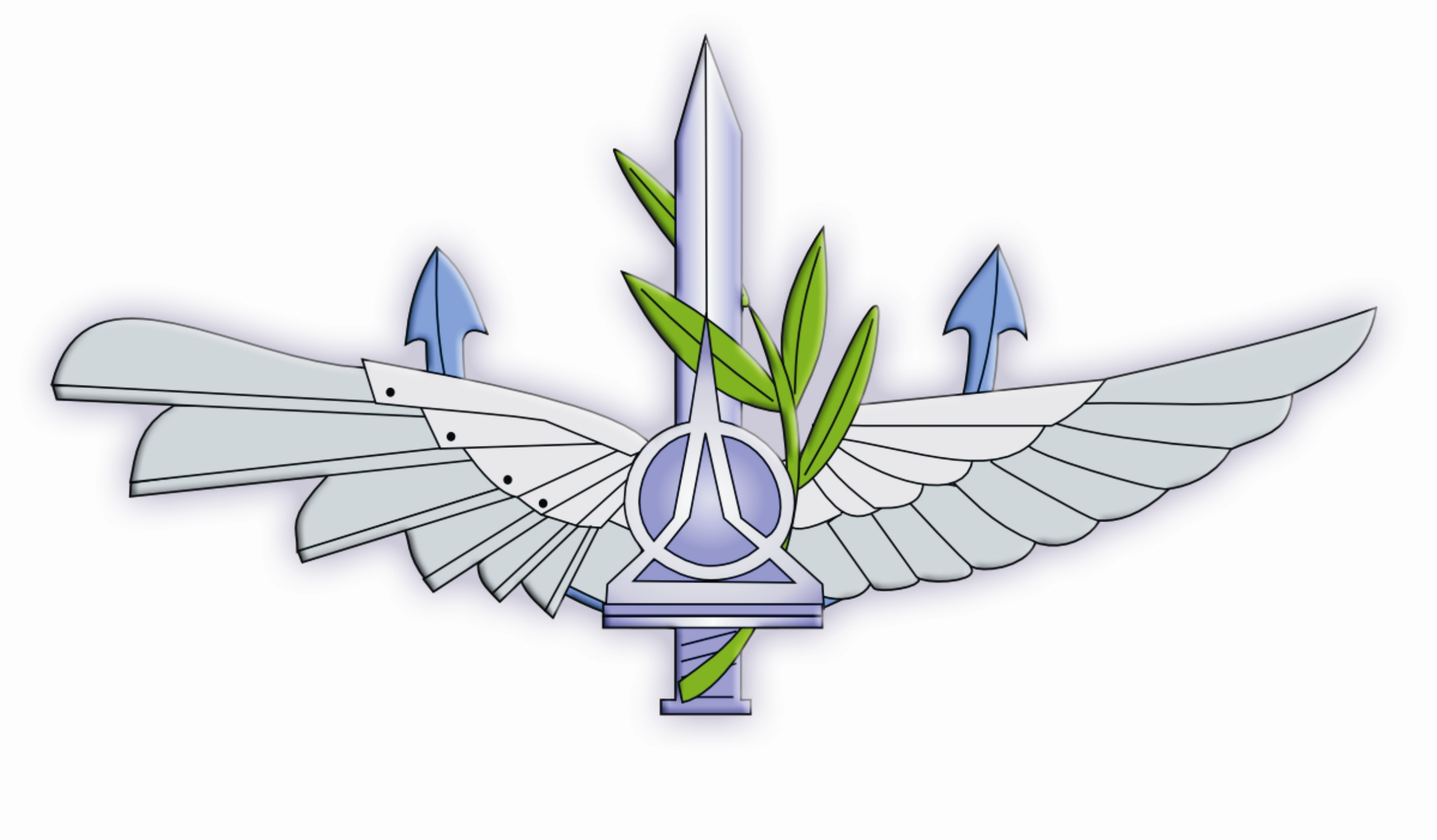
نسخة معدلة من رمز تلبيوت

برنامج تلبيوت هو برنامج تدريبي لقوات الدفاع الإسرائيلية للمجندين الذين أظهروا قدرة أكاديمية متميزة في العلوم وإمكانات القيادة.
تم افتتاح البرنامج عام 1979.

## تاريخ
اقترح البرنامج فيليكس دوثان و شاؤول ياتزيف من الجامعة العبرية الذين قدموا الفكرة لرافائيل إيتان رئيس الأركان الإسرائيلي
كانت الفكرة هي تسخير الإبداع البشري والذي يبلغ ذروته مبكراً لتطوير تقنيات جديدة للجيش تحت رعاية سلاح الجو الإسرائيلي وإدارة الجيش الإسرائيلي لتطوير الأسلحة والصناعة التكنولوجية ويدار تحت رعاية الجامعة العبرية في القدس.

## برنامج
يدرس الطلاب للحصول على درجة البكالوريوس في الفيزياء والرياضيات (بعضها في علوم الكمبيوتر - حسب اختيارهم) بينما يخضعون أيضًا لفترات مختلفة من التدريب الميداني المصمم لتعريفهم بجميع فروع الجيش الإسرائيلي (تدريب مشاة مستوى 04 أساسي ، دورة هندسة قتالية ، دورة سلاح مدرع ، دورة في سلاح المدفعية ، تعليمات في التكتيكات العسكرية ، إلخ. )
في نهاية الدورة التي تستمر 40 شهرًا يحصل الطلاب العسكريون على رتبة ملازم أول وبكالوريوس واجمالى البرنامج تسع سنوات
يخضع المتقدمين المحتملين لسلسلة من الاختبارات لمدة يومين.
وتشمل هذه الاختبارات مزيدًا من اختبارات الذكاء فضلاً عن المهام الجماعية المصممة لاختبار الديناميكيات الاجتماعية للفرد على سبيل المثال ، يتم تكليف فرق المتقدمين بمهمة محددة ، ثم يتم تغيير التعليمات أثناء إجراء الاختبار ، مثل تقصير الوقت المخصص أو تغيير المهام المعينة

## خريجو برنامج تلبيوت البارزون
- أوري ألون ، أستاذ بيولوجيا الأنظمة بمعهد وايزمان
- أريك تشيرنياك ، أحد مؤسسي ميتاكافيه
- شلومو دوبنوف: أستاذ موسيقى الكمبيوتر بجامعة كاليفورنيا
- يوآف فرويند: الأستاذ بجامعة كاليفورنيا والفائز بجائزة جوديل
- أوري ركني: عالم الأعصاب
- إيلون ليندنشتراوس: أستاذ الرياضيات في الجامعة العبرية والحائز على ميدالية فيلدز 2010
- آفي لوب: عالم فيزياء نظري بجامعة هارفارد
- ماريوس ناخت: أحد مؤسسي تشك بوينت
- إيلي مينتز ، سيمشون فيجلر وأمير ناتان ، مؤسسو شركة Compugen Ltd.
- جاد جيتز: الأستاذ في كلية الطب بجامعة هارفارد ومدير مجموعة التحليل الحسابي لجينوم السرطان في معهد برود التابع لمعهد ماساتشوستس للتكنولوجيا وجامعة هارفارد و الحائز على جائزة بول ماركس لأبحاث السرطان لعام 2017.
- روي كيشوني: أستاذ الأحياء وعلوم الكمبيوتر في التخنيون الحائز على جائزة سانوفي باستور لعام 2013.
- دانيال راموت: أورين شوفال ، مؤسسا شركة فيا
- أساف رابابورت: الرئيس التنفيذي لمركز مايكروسوفت إسرائيل للبحث والتطوير
- مئير شاشوا" المؤسس المشارك لشركة موجات الصوت
- إيلاد والاك: المؤسس المشارك والرئيس التنفيذي شركة AI للأشعة